# Loi de mobilisation pour le logement et la lutte contre l'exclusion
Pour les articles homonymes, voir MOLLE.
Lire en ligne

Version initiale

En France, la loi n°2009-323 du 25 mars 2009 de mobilisation pour le logement et la lutte contre l'exclusion, couramment appelée loi MOLLE, a introduit plusieurs mesures portant sur le logement et l'hébergement des personnes en difficulté.